# 1593-as busz
Az 1593-es jelzésű autóbuszvonal távolsági autóbuszjárat Kaposvár és Veszprém között, melyet a Volánbusz Zrt. lát el.

## Közlekedése
A járat Kaposvárt és Veszprémet köti össze.  Naponta egy járatpár szállítja az utasokat. Tanév tartama alatt a hetek első munkanapját megelőző napon Veszprém József Attila utcáig közlekedik, a többi napon az autóbusz-állomásig. Útvonalának hossza Kaposvár felé és Veszprém autóbusz-állomásig 132,7 km, Veszprém Jószef Attila utcáig 135,1 km. Menetideje Kaposvár felé 3 óra 20 perc, Veszprém felé 3 óra 10 és 3 óra 15 perc.

## Megállóhelyei
| 0  | Kaposvár, Autóbusz-Állomás végállomás             | 53 | 12, 13, 20, 21, 23, 26, 27, 31, 32, 33, 40, 41, 42, 43, 44, 45, 46, 47, 51, 61, 62, 70, 71, 72, 73, 74, 75, 81, 82, 83, 84, 85, 86, 87, 88, 89, 90, 91 1172, 1174, 1175, 1176, 1503, 1569, 1578, 1579, 1592, 1641, 1665, 1668, 1673, 1725, 1742 5606, 5690, 5900, 5905, 5906, 5910, 5912, 5913, 5914, 5916, 5917, 5918, 5920, 5922, 5923, 5924, 5925, 5928, 5930, 5931, 5932, 5934, 5935, 5940, 5942, 5947, 5950, 5960, 5962, 5964, 5966, 5969, 5970, 5972, 5974, 5976, 5980, 5982, 5984, 5985, 5986, 5987, 5988, 5989, 5991, 6011, 6041 |
| 1  | Kaposvár, Füredi utca csomópont                   | 52 | 13, 20, 21, 23, 27, 32, 33, 40, 41, 42, 47, 70, 71, 72, 73, 91 1172, 1174, 1175, 1176, 1592 5606, 5900, 5905, 5906, 5910, 5912, 5913, 5914, 5916, 5917, 5918, 5922, 5923, 5924, 5925, 5928, 5931, 5932, 5934, 5935, 5950, 5960, 5962, 5964, 5966, 5969, 5970, 5972, 5974, 5976, 5980, 5982, 5984, 5985, 5986, 5987, 5988, 5989, 5991, 6011, 6041 |
| 2  | Kaposvár, ÁNTSZ                                   | 51 | 20, 21, 23, 26, 27, 42, 47 1172, 1174 5906, 5910, 5912, 5913, 5914, 5916, 5918, 5922, 5923, 5924, 5925, 5932, 5934, 5935 |
| 3  | Kaposvár, Kaposvári Egyetem                       | 50 | 23, 81, 82, 83, 84, 89 1172, 1174, 1176 5910, 5912, 5913, 5914, 5916, 5917, 5918 |
| 4  | Kaposvár, (Toponár), orci elágazás                | 49 | 81, 82, 83, 84 1172, 1174, 1176 5910, 5912, 5913, 5914, 5916, 5917, 5918 |
| 5  | Magyaratád, Pázmány tér                           | 48 | 1172, 1174 5910, 5912, 5913, 5914, 5916, 5917 |
| 6  | Ráksi, templom                                    | 47 | 1172, 1174 5910, 5912, 5913, 5914, 5916, 5917, 5991 |
| 7  | Igal, takarékszövetkezet                          | 46 | 1172, 1174, 1176 5910, 5912, 5914, 5916, 5917, 5991 |
| 8  | Igal, fürdő                                       | 45 | 1172, 1174 5910, 5912, 5914, 5916, 5917, 5922, 5991 |
| 9  | Bonnya (Bonnyapuszta), autóbusz-váróterem         | 44 | 1172, 1174 5912, 5913, 5914, 5916, 5917, 6018 |
| 10 | Andocs, templom                                   | 43 | 1172, 1174 5912, 5916, 5917, 6018, 6070, 6071 |
| 11 | Nágocsi elágazás                                  | 42 | 1172, 1174 5916, 5917, 6070, 6071 |
| 12 | Kapoly, Kapolymadaras                             | 41 | 1172, 1174 5916, 5917, 6070, 6071 |
| 13 | Kapoly, Kapolypuszta                              | 40 | 1172, 1174 5916, 5917, 6018, 6070, 6071 |
| 14 | Pusztaszemes, Bercsényi utca                      | 39 | 1174 5916, 6035, 6072 |
| 15 | Kereki, autóbusz-váróterem                        | 38 | 1174 5916, 6035, 6072 |
| 16 | Kőröshegy, Kozma tér                              | 37 | 1174 5916, 6035, 6072 |
| 17 | Balatonföldvár, Központi Autóbusz-váróterem       | 36 | 1174, 1177, 1402, 1499, 1506, 1528, 1592, 1742, 1842 5906, 5916, 6030, 6035, 6038, 6040, 6041, 6042, 6043, 6051, 6072, 6101, 6374 |
| 18 | Balatonföldvár, Mátyás király utca                | 35 | 1174, 1402, 1499, 1506, 1528, 1592, 1742, 1842 5906, 5916, 6030, 6035, 6038, 6040, 6041, 6042, 6043, 6051, 6374 |
| 19 | Balatonföldvár, szántódi elágazás                 | 34 | 1174, 1177, 1402, 1499, 1506, 1528, 1592, 1742, 1842 5906, 5916, 6030, 6035, 6038, 6040, 6041, 6042, 6043, 6051, 6101, 6374 |
| 20 | Szántód, vasúti átjáró                            | 33 | 1174, 1708 5916, 6035, 6038, 6051 S30, S34, S35, személyvonat, Déli<-parti sebesvonat, InterRégió, Déli<-parti InterRégió, Déli->parti InterRégió, Napfürdő InterRégió, Esti Csók InterRégió, Vitorlás InterRégió, Jégmadár expresszvonat, Aranypart expresszvonat, Ezüstpart expresszvonat |
| 21 | Szántód, Hattyú utca                              | 32 | 1174, 1708 5916, 6035, 6038, 6051 |
| 22 | Szántód, rév bejárati út                          | 31 | 1174, 1708 5916, 6035, 6038, 6051 |
| 23 | Zamárdi, Kéktó kemping                            | 30 | 1174, 1708 5916, 6035, 6038, 6051 |
| 24 | Zamárdi, Csokonai köz                             | 29 | 1174, 1708 5916, 6035, 6038, 6051 |
| 25 | Zamárdi, Kecskeméti utca                          | 28 | 1174, 1708 5916, 6035, 6038, 6051 |
| 26 | Zamárdi, vasúti megállóhely                       | 27 | 1174, 1177, 1402, 1499, 1506, 1528, 1592, 1708, 1742, 1842 5906, 5916, 6016, 6030, 6035, 6038, 6040, 6041, 6042, 6043, 6051, 6053, 6101, 6374 S30, S34, S35, személyvonat, Déli<-parti sebesvonat, InterRégió, Déli<-parti InterRégió, Déli->parti InterRégió, Napfürdő InterRégió, Esti Csók InterRégió, Vitorlás InterRégió, Jégmadár expresszvonat, Aranypart expresszvonat, Ezüstpart expresszvonat, Aranyhíd expresszvonat, Balaton InterCity, Tópart InterCity, Agram-Tópart nemzetközi InterCity, Adria nemzetközi InterCity |
| 27 | Zamárdi, felső vasútállomás                       | 26 | 1174, 1506, 1708 5906, 5916, 6016, 6030, 6035, 6038, 6040, 6041, 6042, 6043, 6051, 6053, 6374 S30, S34, S35, személyvonat, Déli<-parti sebesvonat, InterRégió, Déli<-parti InterRégió, Déli->parti InterRégió, Vitorlás InterRégió, Jégmadár expresszvonat |
| 28 | Zamárdi, Endrédi patak                            | 25 | 1174, 1506, 1708 5906, 5916, 6016, 6030, 6035, 6038, 6040, 6041, 6042, 6043, 6051, 6053 |
| 29 | Siófok, (Balatonszéplak) alsó vasúti megállóhely  | 24 | 1, 14 1174, 1506, 1708 5906, 5916, 6016, 6030, 6035, 6038, 6040, 6041, 6042, 6043, 6051, 6053, 6374 S30, S34, S35, személyvonat, Déli<-parti sebesvonat, InterRégió, Déli<-parti InterRégió, Déli->parti InterRégió, Vitorlás InterRégió, Jégmadár expresszvonat, Aranypart expresszvonat |
| 30 | Siófok, (Balatonszéplak) felső vasúti megállóhely | 23 | 5, 6, 8 1174, 1506, 1708 5906, 5916, 6016, 6030, 6035, 6038, 6040, 6041, 6042, 6043, 6051, 6053, 6374 S30, S34, S35, személyvonat, Déli<-parti sebesvonat, InterRégió, Déli<-parti InterRégió, Déli->parti InterRégió, Vitorlás InterRégió, Jégmadár expresszvonat, Aranypart expresszvonat, Ezüstpart expresszvonat |
| 31 | Siófok, Fokihegyi iskola                          | 22 | 5, 8 1174, 1506, 1708 5906, 5916, 6016, 6035, 6038, 6040, 6041, 6042, 6043, 6051, 6053 |
| 32 | Siófok, Kórház                                    | 21 | 4, 6, 7, 8, 14, 14A, 18, 24 1174, 1506, 1592, 1708, 1742 5906, 5916, 6016, 6030, 6035, 6038, 6040, 6041, 6042, 6043, 6051, 6053, 6101, 6374 |
| 33 | Siófok, városháza                                 | 20 | 1, 4, 56, 7, 8, 14, 14A, 18, 24, N2 1174, 1506, 1708 5439, 5578, 5906, 5916, 5917, 6010, 6011, 6015, 6016, 6018, 6030, 6035, 6038, 6040, 6041, 6042, 6043, 6051, 6053, 6101, 6374, 8274 |
| 34 | Siófok, autóbusz-állomás                          | 19 | 1, 2, 2A, 3, 4, 5, 6, 7, 8, 14, 14A, 18, 24, N2 1172, 1174, 1177, 1302, 1402, 1499, 1506, 1512, 1528, 1563, 1564, 1592, 1708, 1740, 1742, 1804, 1842 5439, 5458, 5578, 5608, 5626, 5906, 5916, 5917, 6008, 6010, 6011, 6015, 6016, 6018, 6030, 6035, 6038, 6040, 6041, 6042, 6043, 6051, 6053, 6101, 6374, 7324, 7325, 8228, 8274, 8325, 8326 S30, S34, S35, személyvonat, sebesvonat, Déli<-parti sebesvonat, InterRégió, Déli<-parti InterRégió, Déli->parti InterRégió, Napfürdő InterRégió, Esti Csók InterRégió, Vitorlás InterRégió, Panoráma expresszvonat, Jégmadár expresszvonat, Aranypart expresszvonat, Ezüstpart expresszvonat, Aranyhíd expresszvonat, Balaton InterCity, Tópart InterCity, Agram-Tópart nemzetközi InterCity, Adria nemzetközi InterCity |
| 35 | Siófok, Dózsa György utca                         | 18 | 3, 14, 14A 1506, 1708 5458, 5906, 5916, 5917, 6008, 6010, 6015, 6016, 6018, 6030, 6035, 6038, 6040, 6041, 6042, 6043, 6051, 6053, 6101, 7324, 7325, 8325, 8326 |
| 36 | Siófok, vasúti átjáró                             | 17 | 5458, 7324, 7325, 8325, 8326 |
| 37 | Siófok, felső                                     | 16 | 1302, 1402, 1528, 1563, 1708 5458, 7324, 7325, 8228, 8325, 8326 |
| 38 | Balatonvilágos, vasútállomás bejárati út          | 15 | 1708 7321, 7324, 7325, 8325, 8326 S30, S34, S35, személyvonat, sebesvonat, Déli<-parti sebesvonat, InterRégió, Déli<-parti InterRégió, Déli->parti InterRégió, Ezüstpart expresszvonat |
| 39 | Balatonvilágos, újtelep                           | 14 | 1708 7321, 7324, 7325, 8325, 8326 |
| 40 | Balatonvilágos (Balatonaliga), vasúti megállóhely | 13 | 1708 7321, 7324, 7325, 8325, 8326 S30, S34, S35, személyvonat, sebesvonat, Déli<-parti sebesvonat, InterRégió, Déli<-parti InterRégió, Déli->parti InterRégió, Jégmadár expresszvonat, Aranypart expresszvonat, Ezüstpart expresszvonat, Aranyhíd expresszvonat |
| 41 | Balatonvilágos, Mező utca                         | 12 | 7321, 7324, 7325, 8325, 8326 |
| 42 | Balatonakarattya, Gáspár telep                    | 11 | 7321, 7324, 7325 |
| 43 | Balatonakarattya, vasútállomás lejáró út          | 10 | 1201, 1513, 1564, 1592, 1708, 1731, 1740, 1742 5449, 7321, 7322, 7323, 7324, 7325, 7543, 7602 személyvonat, sebesvonat, Csabai Tekergő sebesvonat, Szabolcsi Tekergő expresszvonat, Tekergő expresszvonat, Vízipók InterRégió, Katica InterRégió |
| 44 | Balatonakarattya, Rákóczi-fa                      | 9  | 1201, 1564, 1592, 1740, 1742 7321, 7322, 7323, 7324, 7325, 7543, 7602 |
| 45 | Balatonakarattya, üdülő                           | 8  | 1201, 1564, 1592, 1708, 1731, 1740, 1742 5449, 7321, 7322, 7323, 7324, 7325, 7543, 7602 |
| 46 | Balatonkenese, újtelep                            | 7  | 1201, 1564, 1592, 1708, 1740, 1742 5449, 7321, 7322, 7323, 7324, 7325, 7543, 7602 |
| 47 | Balatonkenese, vasútállomás                       | 6  | 1201, 1513, 1564, 1592, 1708, 1731, 1740, 1742 5449, 7321, 7322, 7323, 7324, 7325, 7543, 7602 személyvonat, sebesvonat, Csabai Tekergő sebesvonat, Szabolcsi Tekergő expresszvonat, Tekergő expresszvonat, Vízipók InterRégió, Katica InterRégió |
| 48 | Balatonfűzfő, vasútállomás                        | 5  | 2, 5, 6 1201, 1564, 1592, 1708, 1731, 1740, 1742 5449, 7320, 7321, 7322, 7323, 7324, 7325, 7534, 7543, 7602 személyvonat, sebesvonat, Csabai Tekergő sebesvonat, Szabolcsi Tekergő expresszvonat, Tekergő expresszvonat, Vízipók InterRégió, Katica InterRégió, Levendula InterCity |
| 49 | Fűzfőgyártelep, autóbusz-váróterem                | 4  | 2, 3, 4, 5, 6 1201, 1513, 1564, 1592, 1740, 1742 5449, 7318, 7320, 7321, 7322, 7323, 7324, 7325, 7326, 7332, 7534, 7538, 7600, 7602, 7612, 7616, 7653, 7654, 8082 |
| 50 | Litér, autóbusz-váróterem                         | 3  | 1564, 1592, 1740, 1742 5449, 7317, 7319, 7320, 7321, 7322, 7323, 7324, 7326 |
| 51 | Litér, újtelep                                    | 2  | 7317, 7319, 7320, 7321, 7322, 7323, 7324, 7326 |
| 52 | Veszprém, Viola utca                              | 1  | 6, 16, 23, 23U 1189, 1212, 1215, 1216, 1229, 1529, 1564, 1592, 1735, 1740, 1742, 1758, 1808, 1823, 1853 7033, 7300, 7301, 7302, 7303, 7304, 7305, 7306, 7307, 7308, 7309, 7311, 7313, 7314, 7315, 7316, 7317, 7318, 7319, 7320, 7321, 7322, 7323, 7324, 7325, 7326 |
| 53 | Veszprém, autóbusz-állomás                        | 0  | 1, 2, 3, 4, 4A, 7, 7A, 10, 12, 13, 22, 22A, 23, 23U, 47 1189, 1212, 1215, 1216, 1229, 1510, 1513, 1529, 1564, 1592, 1625, 1631, 1658, 1708, 1709, 1710, 1720, 1722, 1731, 1732, 1735, 1736, 1740, 1742, 1758, 1806, 1808, 1823, 1846, 1853 5449, 7033, 7300, 7301, 7302, 7303, 7304, 7305, 7306, 7307, 7308, 7309, 7311, 7313, 7314, 7315, 7316, 7317, 7318, 7319, 7320, 7321, 7322, 7323, 7324, 7325, 7326, 7332, 7333, 7335, 7338, 7341, 7342, 7344, 7345, 7346, 7348, 7350, 7352, 7353, 7355, 7357, 7358, 7360, 7361, 7363, 7364, 7366, 7367, 7369, 7370, 7373, 7376, 7381, 7383, 7386, 7387, 7388, 7391, 7395, 7396, 7398 |
| 54 | Veszprém, József Attila utca végállomás           |    | 4, 4A 1212, 1215, 1216, 1229, 1564, 1625, 1732, 1736 7360, 7361, 7363, 7364, 7366, 7367, 7369, 7370, 7373, 7376 |